# Чок-Ривер
Чок-Ривер англ. Chalk River, буквально «меловая река» — деревня (посёлок) в округе Ренфру канадской провинции Онтарио, в составе новообразованного муниципалитета Лореншен-Хиллс, en:Laurentian Hills. Население в 2006 г. составляло 800 человек. Чок-Ривер находится на шоссе 17 в 10 км к западу от реки Оттава, примерно в 21 км к северо-западу от г. Петавава, и в 182 км на северо-запад от канадской столицы г. Оттава.

## Характеристика
Чок-Ривер представлял собой отдельный муниципалитет до 1 января 2000 г., когда произошло слияние Объединённых посёлков Рольф, Бьюкенен, Уайли и Маккей и деревни Чок-Ривер.
Единственное образовательное учреждение в деревне — католическая школа Сент-Энтони (с подготовительного до 8 класса). Ученики старших классов обучаются в соседнем посёлке Дип-Ривер.
По состоянию на 2016 г. деревня состоит в основном из отдельно стоящих частных домов, нескольких (немногочисленных) таунхаусов и единственного многоэтажного здания. В городе расположено несколько магазинов, заправочная станция, ресторан Treetop, библиотека и ряд других учреждений.

## История
Посёлок был основан в середине XIX века и получил в 1875 г. название в честь реки Чок-Ривер, протекающей непосредственно к югу от посёлка. Название «меловая» происходит от рисок мелом, которые оставляли на брёвнах местные лесосплавщики.
Вскоре после сооружения поблизости Канадской тихоокеанской железной дороги посёлок сыграл важную роль в заселении местности.

## Промышленность и занятость
К крупнейшим местным работодателям относятся:
- Bubble Technology Industries.
- лесной заповедник Петавава, находящийся под управлением en:Canadian Forest Service.
- военная база en:CFB Petawawa, расположенная непосредственно к югу от Чок-Ривер.
- центр ядерных исследований en:Chalk River Laboratories на берегу реки Оттава, расположенный в близлежащем посёлке Дип-Ривер, находится под управлением en:Atomic Energy of Canada Limited.

## Разное
Бетти (роль Наоми Уоттс), одна из двух главных героинь фильма «Малхолланд Драйв», говорила, что приехала в Лос-Анджелес из Чок-Ривера.